# Otto Hübschen
Otto Hübschen (* 6. Dezember 1919 in Coesfeld, Westfalen; † 18. Juni 1997) war ein deutscher Marineoffizier der Kriegsmarine, zuletzt im Rang eines Oberleutnants zur See.

## Militärische Laufbahn
Hübschen trat am 1. Oktober 1938 in die Kriegsmarine ein. Er gehörte somit zur Crew 38. Seine U-Bootausbildung beendete er im März 1941 und absolvierte anschließend als Wachoffizier auf U 402 vier Feindfahrten. Bis Dezember 1942 diente Hübschen als Wachoffizier und Kommandant auf den Schulbooten U 7, U 60, U 121 und U 145. Am 1. April 1943 erfolgte die Beförderung zum Oberleutnant zur See. Im Anschluss an die Baubelehrung übernahm er am 27. Juni 1944 das Kommando auf U 2501. Ende 1944 verließ Hübschen das Boot U 2501, um Kommandant von U 2542 zu werden.